# Culture Beat
Culture Beat — популярний в 1990-і роки німецький технобіт-проєкт, заснований Торстеном Фенслау (нім. Torsten Fenslau). За роки свого існування колектив неодноразово змінював склад учасників, однак найбільшої популярності проєкт досяг у ті часи, коли на чолі його стояли вокалістка Таня Еванс і репер Jay Supreme. Найбільш відомим їх синглом є хіт «Mr. Vain», який зайняв вищі позиції музичних чартів в одинадцяти європейських країнах. Платівки та диски Culture Beat були продані тиражем понад десяти мільйонів примірників по всьому світу. За активнії участі Фенслау були записані найбільш відомі альбоми: Horizon (1991) і Serenity (1993).

## Біографія

### Історія створення проєкту
Проєкт Culutre Beat був спільно створений трьома друзями: Торстеном Фенслау, Йенсом Циммерманном (нім. Jens Zimmermann) і Петером Цвайером (нім. Peter Zweier). Протягом одинадцяти років Фенслау (який спочатку мріяв про те, щоб стати архітектором) працював діджеєм в нічному клубі Франкфурта під назвою Доріан Грей (англ. Dorian Gray), і саме в цей час він і вирішив присвятити себе створенню музики.

### 2001-теперішній час: сингли і статус групи
Офіційно учасники гурту не оголошували про свій розпад.

## Учасники групи
- Torsten Fenslau — клавішні, програмування (1989-1993)
- Lana Earl — вокал (1989-1993)
- Jay Supreme — реп (1989-1998)
- Juergen Katzmann — гітара, клавішні, програмування (1989-1995)
- Jens Zimmermann — клавішні, програмування (1989-1991)
- Peter Zweier — клавішні, програмування (1989-1994)
- Tania Evans — вокал (1993-1997)
- Frank Fenslau — клавішні, програмування (1994-теперішній час)
- Kim Sanders — вокал (1998-1999)
- Jacky Sangster — вокал (2001-теперішній час)